# Pinus amamiana
Pinus amamiana Koidzumi – gatunek drzewa iglastego z rodziny sosnowatych (Pinaceae). Występuje w południowej Japonii na wyspach Yakushima i Tanegashima, położonych na południe od wyspy Kiusiu.

## Morfologia
PieńDorasta do wysokości 30 m i średnicy pnia 2 m. Kora szaro-brązowa i gładka, z wiekiem staje się szaro-czarna i łuszczy cienkimi płatami.
LiścieIgły długości 3–8 cm i średnicy 0,8–1 mm, zabrane po 5 na krótkopędach.
SzyszkiSzyszki żeńskie jajowate, czerwono-brązowe, osadzone na krótkich szypułkach. Osiągają rozmiary 5–7 na 3–4 cm. Łuski nasienne zdrewniałe, o średnich rozmiarach 1,5–2 na 2–3 cm. Nasiona szaro-czarne, długości 10–12 mm, szerokości 4–6 mm, ze skrzydełkiem o długości 0,5–1 mm.
Gatunki podobneSosna Armanda (Pinus armandii) ma dłuższe igły i większe szyszki niż P. amamiana.

## Biologia i ekologia
Jedna wiązka przewodząca w liściu, trzy kanały żywiczne.
Gatunek jednopienny. Pylenie w maju, nasiona dojrzewają w październiku następnego roku.
Występuje na kamiennych zboczach, na wysokościach 100–800 m n.p.m. Na wyspie Yakushima rosną trzy populacje, na Tanegashimie jedna. Gęstość populacji na Tanegashimie jest mała, co skutkuje samozapylaniem i zmniejszoną produkcją nasion zdolnych do kiełkowania.

## Systematyka i zmienność
Pozycja gatunku w obrębie rodzaju Pinus:
- podrodzaj Strobus
  - sekcja Quinquefoliae
    - podsekcja Strobus
      - gatunek P. amamiana

Gatunek traktowany był także jako odmiana sosny Armanda: Pinus armandii var. amamiana (Koidzumi) Hatus. 1974. Obecnie zaakceptowany jako odrębny gatunek, spokrewniony bardziej z P. morrisonicola i P. parviflora.

## Zagrożenia
Międzynarodowa Unia Ochrony Przyrody przyznała temu gatunkowi kategorię zagrożenia EN (endangered), uznając go za zagrożonego wyginięciem w niedalekiej przyszłości. Głównym źródłem zagrożenia jest wycinanie w celu pozyskania surowca drzewnego, co prowadzi do warunków niesprzyjających naturalnemu odnawianiu drzewostanu.
Część populacji chroniona jest w obrębie Parku Narodowego Kirishima-Yaku.

## Zastosowanie
Jako drzewo ozdobne sadzona w parkach, m.in. w mieście Kagoshima, na wyspie Kiusiu.
Ponieważ sosna ta osiąga duże rozmiary i wytwarza wysokiej jakości drewno, od dawna wycinana jest jako źródło surowca drzewnego. Doprowadziło to do nadmiernej eksploatacji drzewostanów, na granicy wyniszczenia. Wycinka dużych okazów na wyspie Tanegashima podlegała kontroli administracyjnej od XVI do XIX w. (np. 1755 r. zezwolono na ścięcie 218 drzew o obwodzie 210–420 cm). Na przełomie XIX i XX w. wiele drzew zostało przeznaczonych na budowę domów i produkcję łódek rybackich (canoe) – ze względu na zawartość żywicy drewno tej sosny jest dosyć odporne na działanie wody.